# Włośnianka drobniutka

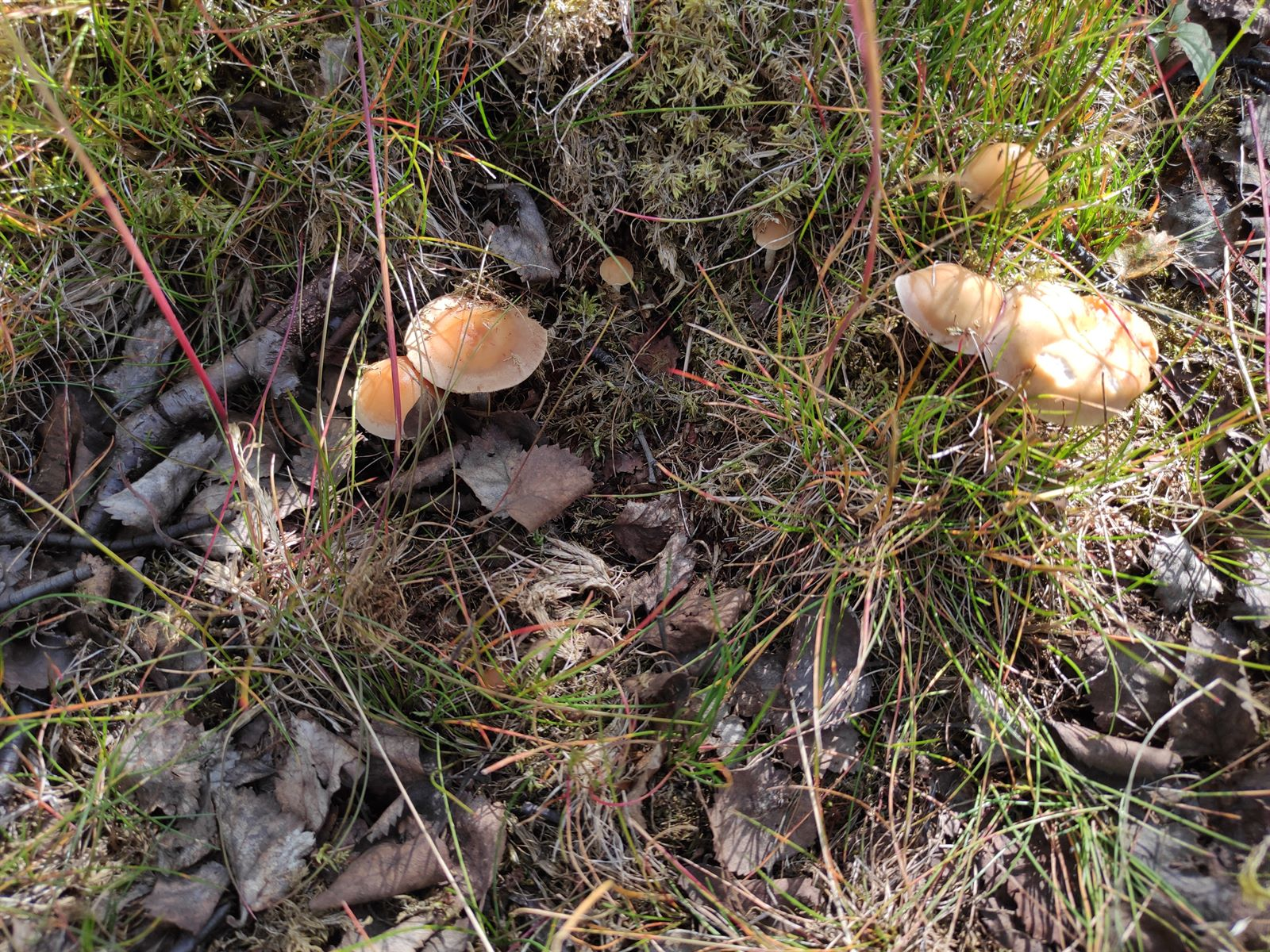

Włośnianka drobniutka, włośnianka duńska (Hebeloma birrus (Fr.) Gillet) – gatunek grzybów należący do rodziny pierścieniakowatych (Strophariaceae).

## Systematyka i nazewnictwo
Pozycja w klasyfikacji według Index Fungorum: Hebeloma, Stophariaceae, Agaricales, Agaricomycetidae, Agaricomycetes, Agaricomycotina, Basidiomycota, Fungi.
Po raz pierwszy takson ten opisał w 1838 r. Elias Fries, nadając mu nazwę Agharicus birrus. Obecną nazwę nadał mu Claude-Casimir Gillet w 1910 r. Ma 8 synonimów. Niektóre z nich:
- Hebeloma birrus var. pumilum (J.E. Lange) Gminder 2010
- Hebeloma danicum Gröger 1987
- Hebeloma pumilum J.E. Lange 1940

Nazwę polską zaproponował Władysław Wojewoda w 2003 r. dla synonimu Hebeloma danicum.
W 1999 r. dla synonimu Hebeloma pumilum Władysław Wojewoda zarekomendował polską nazwę włośnianka drobniutka, w 2003 r. dla synonimu Hebeloma danicum nazwę włośnianka duńska.

## Morfologia
Kapelusz
Średnica 3–9 cm, początkowo najpierw półkulisty, później płaski. Powierzchnia żółtobrązowa, ochrowobrązowa, czerwonobrązowa z żółtobrązowym środkiem i jaśniejszym, żółtawym brzegiem, drobno łuskowata, tłustawa, śluzowata, bez resztek osłony.
Blaszki
Wypukłe z międzyblaszkami, gęste, początkowo bladobrązowawe, kremowożółte, później ciemniejsze, również z brązowymi plamami. Ostrza za młodu pokryte drobnymi kropelkami, które później zasychają tworząc rdzawe plamy.
Trzon
Wysokość 3–6 (8) cm, średnica 0,5–0,8 (1) cm, często wygięty, cylindryczny z pogrubioną, ukorzeniającą się podstawą, początkowo białawy lub kremowobiały, włókienkowaty, później brązowawy. Strefa pierścieniowa często obsypana brązowym proszkiem zarodników, ukorzeniająca się.
Miąższ
Zapach neutralny do lekko przyjemnie grzybowego, jak czarna herbata, nie kakaowy ani rzodkiewkowy! Smak gorzki.
Cechy mikroskopowe
Zarodniki tytoniowobrązowe, cynamonowobrązowe, 9–11,7 × 4,5–6 µm, smukłe, o kształcie cytrynowatym lub migdałowatym, amyloidalne, szorstkie. Cheilocystydy 28–60 × 6–10 µm, krótkie, cylindryczne, o przekroju 5–7 µm na wierzchołku.

## Występowanie
Włośnianka drobniutka występuje w Ameryce Północnej, Europie i Azji. Najwięcej stanowisk podano w Europie. Jest tu szeroko rozprzestrzeniona, występuje od Morza Śródziemnego na południu po archipelag Svalbard na Morzu Arktycznym. W 2003 r. W. Wojewoda przytoczył kilka stanowisk. Bardziej aktualne stanowiska podaje internetowy atlas grzybów. Znajduje się na Czerwonej liście roślin i grzybów Polski. Ma status R – gatunek rzadki, który w najbliższych latach prawdopodobnie przesunie się do grupy zagrożonych wymarciem, jeśli nadal będą działać czynniki zagrożenia.
Naziemny grzyb mykoryzowy. Występuje w różnego typu lasach z bukami i grabami. Owocniki tworzy od lipca do października. Jest grzybem trującym.